# Jimmy Anderson (cầu thủ bóng đá, sinh năm 1913)
James Anderson (25 tháng 7 năm 1913 – tháng 1 năm 1993) là một hậu vệ trái bóng đá người Anh thi đấu ở Football League và Scottish League.